# Gazankulu
Il Gazankulu fu un bantustan istituito dal governo sudafricano durante l'epoca dell'apartheid come riserva per le popolazioni Tsonga.

## Geografia
Il territorio del bantustan fu ottenuto dalla provincia sudafricana del Transvaal. Il Gazankulu ottenne l'autogoverno nel 1971 con capitale Giyani.

## Storia
Con la fine dell'apartheid il Gazankulu fu aggregato alla provincia sudafricana del Limpopo.